# Wildlife and Countryside Act 1981
 (mai 2025).
 (février 2023).
Le Wildlife and Countryside Act 1981 est une loi du Parlement du Royaume-Uni mise en œuvre pour se conformer à la directive 79/409/CEE du Conseil européen sur la conservation des oiseaux sauvages. En bref, la loi protège les espèces indigènes (en particulier celles qui sont menacées), contrôle la libération d'espèces non indigènes, renforce la protection des sites d'intérêt scientifique particulier et s'appuie sur les règles de droits de passage du National Parks and Access to the Countryside Act 1949. La loi est divisée en 4 parties couvrant 74 articles ; elle comprend également 17 annexes.
La législation est forte ; peu de modifications y ont été apportées et elle a servi de base pour les législations ultérieures. La revue obligatoire tous les 5 ans des annexes 5 et 8 la rend dynamique quant aux espèces qu'elle protège.